# Ryan Graves
Ryan Graves (Yarmouth, Nueva Escocia, 21 de mayo de 1995), apodado Gravy o The Gravy Chain, es un jugador profesional canadiense de hockey sobre hielo que se desempeña en la posición de defensor izquierdo en Pittsburgh Penguins, equipo de la National Hockey League (NHL).

## Carrera
Fue seleccionado en la cuarta ronda en la NHL Entry Draft de 2013. En 2018 hizo su debut profesional con el equipo Colorado Avalanche, en el cual jugó tres temporadas (2018-2021), después pasó a New Jersey Devils (2021-2023), luego a Pittsburgh Penguins, donde lleva jugando una temporada.